# Borikenophis
Genre
Borikenophis est un genre de serpents de la famille des Dipsadidae.

## Répartition
Les espèces de ce genre sont endémiques du banc de Porto Rico.

## Liste des espèces
Selon The Reptile Database (27 août 2013) :
- Borikenophis portoricensis (Reinhardt & Lütken, 1862)
- Borikenophis sanctaecrucis (Cope, 1862)
- Borikenophis variegatus (Schmidt, 1926)

## Étymologie
Le nom de ce genre est dérivé du taïno Boriken qui signifie Porto Rico et du mot grec ophis, le serpent.

## Publication originale
- Hedges, Couloux & Vidal, 2009 : Molecular phylogeny, classification, and biogeography of West Indian racer snakes of the Tribe Alsophiini (Squamata, Dipsadidae, Xenodontinae). Zootaxa, no 2067, p. 1–28 (texte intégral).